# Ludwig Gumplowicz
Ludwig Gumplowicz (Cracóvia, 9 de março de 1839 - Graz, 20 de agosto de 1909) foi um advogado, professor e político polonês de origem judia.
Gumplowicz é autor de uma teoria sociológica do Estado baseada na luta de raças e na conquista dos povos mais fracos pelos mais fortes .
Ele estabeleceu uma dupla noção de propriedade: “a propriedade individual sobre bens móveis, resultante do trabalho do individuo, é um direito natural; mas a propriedade sobre a terra é ilegítima e inadmissível. O solo, por sua natureza, não comporta a apropriação individual; pertence à coletividade.
Para ele o estado é a organização da supremacia da classe dominante que reune um conjunto de instituições com finalidade assegurar o domínio de uma minoria vencedora sobre uma maioria vencida. Completa essa concepção o principio do fato consumado; Gumplowicz argumenta que o emprego da violência não é permanente e toda guerra chega a um fim, quanto mais os o mais submissos renunciam a continuar uma resistência. Portanto, a natureza se encarrega de estabilizar uma situação criada pela força predominante. A ordem estabelecida produz o hábito, o costume e o direito. (Sahid Maluf, Teoria Geral do Estado,25° edição,1999. Página. 21)
Obra de Ludwig Gumplowicz

A Obra de Gumplowicz não é encontrada em português, mas pode ser lida em Inglês no seguinte Link: https://archive.org/search.php?query=GUMPLOWICZ%2C%20LUDWIG